# Edmond Tudor
Edmond Tudor (anglès: Edmund Tudor)  (Much Hadham Hall, c. 1430 - Carmarthen, 3 de novembre de 1456) Edmundo Tudor, 1. Comte de Richmond o Edmundo d'Hadham, va ser el pare del rei Enric VII d'Anglaterra. 

## Biografia
Edmundo Tudor havia nascut a Palau Much Hadham a Hertfordshire o Hadham a Bedfordshire, sent fill d' Owen Tudor i de Catalina de Valois (anteriorment reina consort del rei Enric V d'Anglaterra ). No se sap amb certesa de si ell en néixer va ser legitimat o després que els seus pares van estar casats secretament. En qualsevol cas, la seva mare va morir el 1437, però el seu mig germà, el rei Enric VI d'Anglaterra ho va reconèixer, nomenant-ho Comte de Richmond el 1452. 

### Matrimoni i fill
En 1455, va contreure matrimoni amb Margarita Beaufort, una filla del legitimat Juan Beaufort, I Duc de Somerset . Ella tenia dotze anys en aquell temps, i arribaria a estar embarassada el següent any. No obstant això, amb el començament de les Guerres de les Dues Roses, Richmond va ser capturat per la família favorable al Comtat de York dels Herbert i empresonat al castell de Carmarthen, al sud de Gal·les, on va contreure la plaga i va morir. Enric Tudor, el seu únic fill, futur rei d'Anglaterra i fundador de la dinastia Tudor, va néixer dos mesos després de la seva mort. 